# Zdziewit
Zdziewit – staropolskie imię męskie, złożone z dwóch członów: Zdzie- ("uczynić, zdziałać, zrobić") i wit ("pan, władca"), notowane w Polsce od 1385 roku. 
Niektóre możliwe staropolskie zdrobnienia: Zduj, Zdzich, Zdzicho, Zdziech, Zdziechno, Zdziema, Zdziena, Zdzieno, Zdziesz, Zdziesza, Zdzieszek, Zdzieszko, Zdzięt, Zdzięta, Zdziętek, Zdziętko, Zdzik, Zdzinek, Zdzinia, Zdzinko, Zdzistek, Zdzistko, Zdzisz, Zdziszek, Zdziszka, Zdziszko, Zdziszo, Zdziszyna.  
Zdziewit imieniny obchodzi 6 lutego.